# Василевка (Болградский район)
Васи́левка (укр. Васи́лівка, болг. Вайсал, Василивка, рум. Vaisal) — село Болградского района Одесской области Украины, центр сельского совета. Расположено в долине реки Ташбунар, в 18 км к востоку от районного центра — Болграда, в 25 км от железнодорожной станции Болград на линии Абаклия — Рени. Через село проходит дорога М15: Одесса — Рени. Дворов — 1082, население — 3.9 тысяч человек.

## История
В 1945 г. Указом ПВС УССР село Вайсал переименовано в Василевку.
На территории Василевки обнаружены остатки поселений эпохи поздней бронзы (II—I тысячелетия до н. э.), первых веков н. э., салтово-маяцкой культуры (VIII в.) и времён Киевской Руси (X—XI века).

## Население и национальный состав
По данным переписи населения Украины 2001 года распределение населения по родному языку было следующим (в % от общей численности населения):
По Василевскому сельскому совету: украинский — 1,75 %; русский — 1,85 %; белорусский — 0,02 %; болгарский — 95,45 %; гагаузский — 0,30 %; молдавский — 0,47 %.

## Современность
В селе — три сельскохозяйственные предприятия зернового направления. Школа I—III степеней на 537 учащихся. Музыкальная школа. Детский сад на 160 мест. Центральная больница на 20 мест с амбулаторией. 15 магазинов. Три бара с кафетерии. Два молитвенных дома. Свято-Ильинский православный храм. Салон красоты. Филиал Сбербанка. Укрпочта. Две аптеки. Ветеринарная аптека. Стадион в центре села. Пекарня. Две мельницы для переработки зерна в муку. Асфальтовый завод. Цех по изготовлению тротуарной плитки. Мебельный цех. Село газифицируется. 100 % освещения, используя энергосберегающие технологии, более 420 фонарей. Кабельное телевидение по всему селу и интернет.
С 2011 года возобновлена традиция отмечать День села. 189-ю годовщину со дня образования отметили 29 сентября 2019 года спортивными мероприятиями на стадионе. На праздник прибыли спортсмены по армрестлингу, состоялись турниры по футболу, волейболу, показательное выступление по гиревому спорту. Из села Дмитровка приехал известный гиревик Захарий Кедик. Украшением праздника стал конкур.

## Известные уроженцы
- Елена Алистар (1873—1955) — молдавский общественно-политический деятель, медик.